# Siarhiej Chamko
Siarhiej Alaksandrawicz Chamko (biał. Сяргей Аляксандровіч Хамко, ros. Сергей Александрович Хомко, Siergiej Aleksandrowicz Chomko; ur. 6 czerwca 1983 w Grodnie) – białoruski hokeista.

## Kariera
- HK Nioman 2 Grodno (1998-1999)
- Junost' Mińsk (2000-2001)
- HK Nioman Grodno (2002-2006)
- Mietałłurg Żłobin (2006-2008)
- HK Nioman Grodno (2008-2009)
- HK Szynnik Bobrujsk (2009-2010)
- Mietałłurg Żłobin (2010-2012)
- HK Lida (2012)
- Unia Oświęcim (2012)
- Mietałłurg Żłobin (2012-2013)
- Unia Oświęcim (2013)
- Mietałłurg Żłobin (2013)
- HK Homel (2013-2014)
- HK Nioman Grodno (2014-2015)

Do końca sezonu ekstraligi białoruskiej 2011/2012 zawodnik Mietałłurga Żłobin. Następnie od początku sezonu PLH
2012/2013 do 13 grudnia 2012 roku zawodnik Unii Oświęcim. Od 19 grudnia 2012 roku po raz trzeci w karierze zawodnik Mietałłurga Żłobin, z którym dokończył sezon 2012/2013 na Białorusi. W maju 2013 został ponownie zawodnikiem Unii Oświęcim. Po pierwszej kolejce sezonu Polska Hokej Liga (2013/2014) 18 września 2013 rozwiązano z nim kontrakt. Następnie po raz czwarty został zawodnikiem Mietałłurga. Od listopada 2013 zawodnik HK Homel. Od 2014 ponownie zawodnik Niomana Grodno.

## Sukcesy
- Złoty medal mistrzostw Białorusi: 2012 z Mietałłurgiem Żłobin
- Brązowy medal mistrzostw Białorusi: 2011 z Mietałłurgiem Żłobin, 2014 z HK Homel
- Srebrny medal mistrzostw Białorusi: 2013 z Mietałłurgiem Żłobin
- Puchar Białorusi: 2011 z Mietałłurgiem Żłobin
- Finalista Pucharu Białorusi: 2010 z Mietałłurgiem Żłobin
- Puchar Kontynentalny: 2015 z Niomanem Grodno